# Kino Polska
Kino Polska est une chaîne de télévision commerciale polonaise qui a commencé à émettre le 20 décembre 2003. La base de la diffusion était la licence n 296/2003T accordée par la Krajowa Rada Radiofonii i Telewizji. C'est la seule chaîne de télévision entièrement consacrée à la promotion du cinéma polonais et des cinéastes polonais. En décembre 2018, la chaîne a commencé à diffuser en qualité HD. La station est également diffusée dans d'autres pays. Kino Polska International est diffusé auprès de la diaspora polonaise aux États-Unis, au Canada, en Grande-Bretagne et en Ukraine. Kino Polska appartient à Kino Polska TV S.A., qui diffuse également des chaînes telles que Stopklatka, Zoom TV, Kino Polska Muzyka et Kino TV.
La programmation de la station Kino Polska comprend des films culte, des séries et les dernières productions du cinéma polonais. En ondes, vous pouvez voir des productions de cinéastes célèbres (comme Andrzej Wajda, Krzysztof Zanussi ou Agnieszka Holland) et des hits avec une sélection des meilleurs acteurs polonais. La chaîne présente également des films et séries étrangers avec la participation de cinéastes polonais. Kino Polska est une station de divertissement qui crée depuis de nombreuses années une mode pour le cinéma polonais.
Kino Polska se spécialise également dans la production cinématographique. Il est coproducteur de films du cinéma polonais tels que Bikini Blue, Być jak Kazimierz Deyna, Hanoi - Warszawa, Zabić Bobra, ou Najpiękniejsze fajerwerki ever (2017). Kino Polska soutient les jeunes cinéastes.
Les films Hanoi-Warszawa et Najpiękniejsze fajerwerki ever ont été créés dans le cadre de concours de scénario pour les jeunes cinéastes organisés par le diffuseur. De plus, la station diffuse des études d'étudiants et des films indépendants. Kino Polska est également impliqué dans le processus de reconstruction des films polonais (des titres renouvelés sont régulièrement diffusés sur la chaîne), ainsi que dans la production de sorties DVD exclusives avec des anthologies de production par des cinéastes polonais exceptionnels tels qu'Andrzej Wajda, Krzysztof Kieślowski et Roman Polanski.